# Letaldo di Micy
Letaldo di Micy (noto anche col nome di Lethaldo o Lethaldus; fl. X secolo) è stato un religioso e scrittore francese, monaco benedettino vissuto tra il X e l'XI secolo presso il monastero di Micy. È ricordato per il poemetto Within Piscator e per diverse opere agiografiche, tra cui la più famosa è sicuramente il Liber miraculorum sancti Maximini.

## Biografia
Poco si sa di questo monaco, se non che, come egli stesso scrive nel Liber miraculorum sancti Maximini, entrò nel monastero di Micy adhuc infantulus, quando vi esercitava la carica di abbate Annone. Stando almeno all'XI lettera di Abbone di Fleury, proprio Letaldo sarebbe stato l'organizzatore di una cospirazione avvenuta entro il 1004 ai danni dell'abbate Roberto di Blois (997-1011).  Secondo lo storico Thomas Head, il monaco avrebbe messo in piedi questa sommossa proprio perché Roberto di Blois gli era stato preferito per succedere all'abbate Costantino, che nel 994 aveva lasciato Micy per l'abbazia benedettina di Nouaillé. Non si sa se Letaldo sia poi morto in esilio o abbia trascorso gli ultimi anni della sua vita a Micy.

## Opere

### IlWithin piscator
Il Within piscator o De quodam piscatore quem balena absorbuit è un poemetto di 208 esametri; è accettata l'identificazione con Letaldo di Micy l'autore riportato nella inscriptio del testo, genericamente chiamato Lethaldus Monacus. Nel breve carme, Within, un abile pescatore, nativo di Rovicastra (oggi Rochester), racconta, ormai anziano, al poeta un episodio accadutogli in gioventù: ancora giovane, egli era giunto in mare aperto con la sua barchetta per pescare, quando fu inghiottito da una mostruosa balena. Dopo un iniziale momento di smarrimento, Within accese un falò nello stomaco dell’animale, che, ustionato dalle fiamme e intossicato dal fumo, cercò consolazione al suo dolore nella profondità degli abissi. Il pescatore allora incominciò a ferire con il coltello le pareti della pancia della balena, che al quinto giorno di agonia, morì proprio sulla spiaggia di Rochester. All’accorrere sul posto dei suoi concittadini, Within li implorò di aiutarlo, ma essi, spaventati dalla voce che proveniva dal ventre dell’animale e che non riconoscevano, si rifugiarono tra le mura della città. Allora il vescovo si recò presso la spiaggia e pronunciò una formula rituale di esorcismo: Within rispose raccontando la sua disavventura e fu finalmente liberato.
Secondo Ferruccio Bertini, il racconto «affonda le sue radici in una realtà storica che non è possibile ignorare», quella cioè in cui la caccia alla balena costituiva una pratica, anche associativa, regolare.

### IlLiber miraculorum sancti Maximini

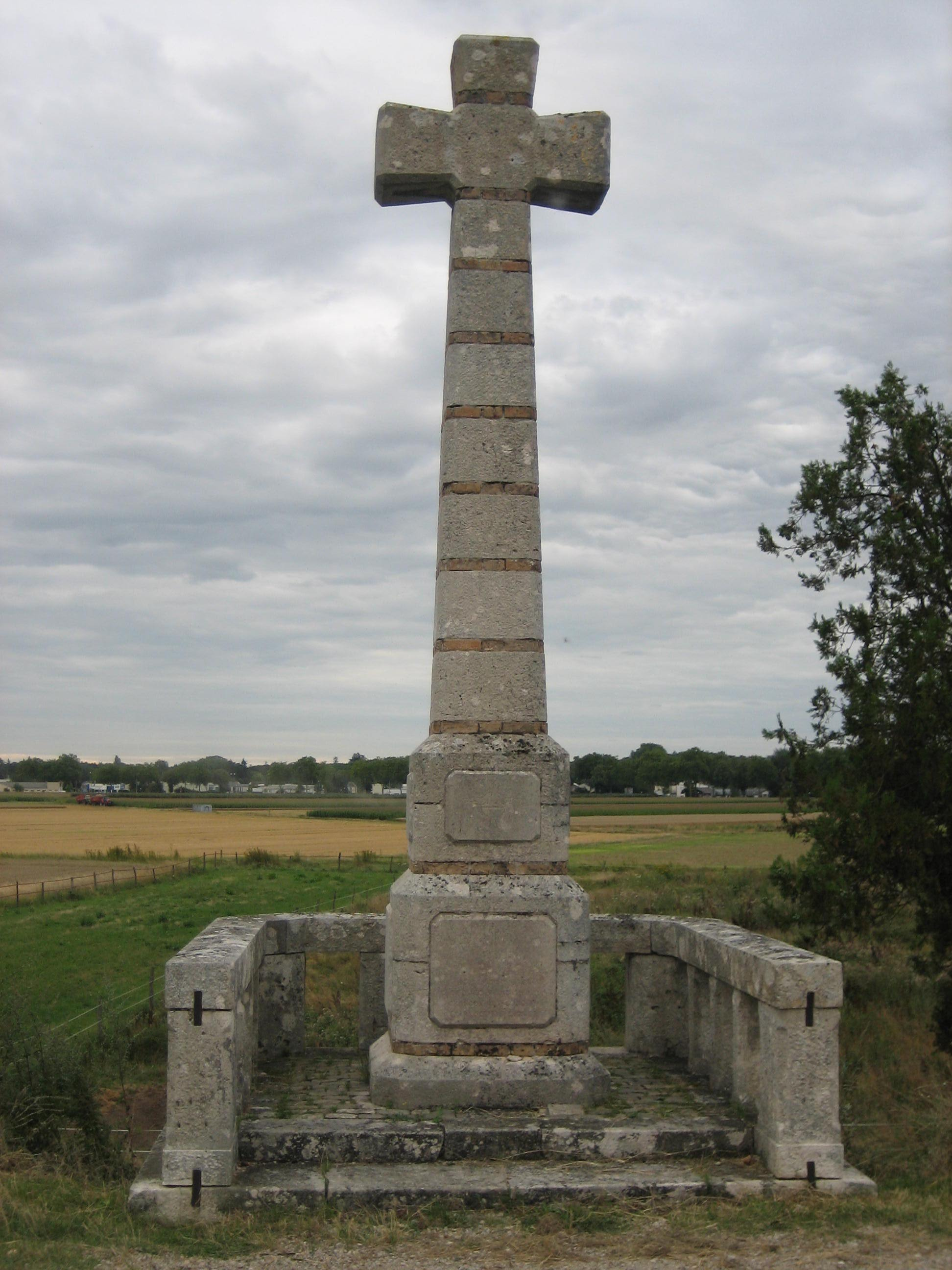
La Croix de Micy nel comune di Saint-Pryvé-Saint Mesmin, unica testimonianza rimasta dell'esistenza dell'abbazia benedettina di Micy, distrutta durante i moti della Rivoluzione francese.

Il Liber miraculorum sancti Maximini (o semplicemente Miracula sancti Maximini) è generalmente ritenuto essere la prima opera di Letaldo, che lo avrebbe composto intorno al 980. La redazione dei Miracula parrebbe essere stata per l’autore tanto l’occasione di una più precipua definizione della storia della abbazia di Micy, quanto quella di un dettagliato racconto dei prodigi del santo: l’opera si divide difatti in due sottoinsiemi di dimensioni più o meno equivalenti, di cui il primo esplora retrospettivamente la storia dell’abbazia a partire dalla sua fondazione, mentre il secondo consiste nel riepilogo dei prodigi verificatisi presso il monastero.
L’opera costituisce una profonda rielaborazione di due vite carolinge di san Massimino, l’una dovuta ad un tale Bertoldo di Micy e databile al secondo quarto del IX secolo (BHL 5817) e una leggermente più tarda (BHL 5814), sul cui materiale Letaldo innesta il suo racconto. Sotto la penna del monaco del X secolo, tuttavia, la storia dei discepoli del santo viene ancora una volta trasformata: Avito, ad esempio, è descritto nelle vesti del primo successore di Massimino, mentre i santi Lifardo e Viatore, le cui reliquie erano venerate nell’orleanese, vengono ricondotti anch’essi al cenobio miciacense.
Nella descrizione della translatio delle reliquie di Massimino dalla chiesa di Orléans, in cui erano state inizialmente tumulate, sino a quella dedicata a santo Stefano nell’abbazia di Micy, Letaldo imputa il merito dello spostamento più ad un volere di Ludovico il Pio, che alla generosità del vescovo Jonas, come invece era stato nelle precedenti Vitae di Massimino. È questo uno degli elementi che fa affermare a Thomas Head che «for Letaldus the history of Micy from this translation to his own lifetime – a period of which his work is the only source – was a saga of the problems which plagued a foundation controlled by an unsumpathetic and at times malevolent bishop».

### LaVita sancti Iuliani
La Vita sancti Iuliani (BHL 4544) ricostruisce la biografia del primo vescovo di Le Mans. Lo scopo del testo è non soltanto quello consueto dell’agiografia, ovvero l’aedificatio audentium o legentium, ma anche quello di celebrare la figura di san Giuliano, nell’ottica di favorire l’azione riqualificatrice del culto del santo voluta da Avesgaudo (prima del 1000 - 1036), successore di Giuliano sul soglio episcopale. L’opera è dedicata proprio a quest'ultimo, sulla base del cui episcopato, che coprì gli anni 997-1036, è possibile datare, pur se con grande approssimazione, il testo.  Come nota l’ultima editrice del testo letaldiano, «il est impossible de préciser la date de composition».

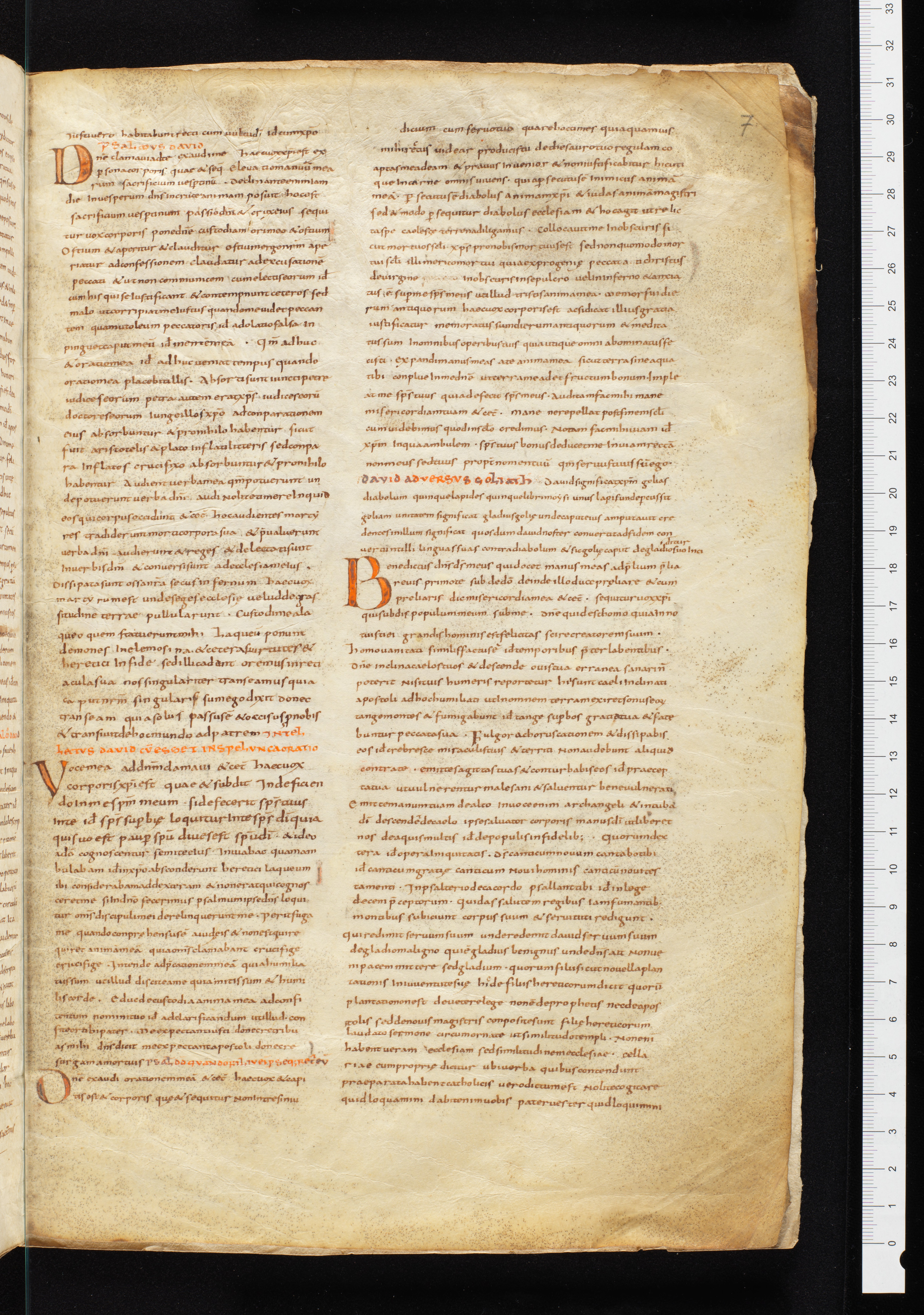
Bern, Burgerbibliothek, Cod. A 94.4, f. 7r – Commentarius in Psalmos, Commentarius in Proverbia Salomonis (fragment), codice originario di Micy.

### Altre opere
La Delatio corporis sancti Iuniani in synodum Karrofensem (BHL 4565) racconta un evento verificatosi nel 989: i monaci di Nouaillé avevano trasportato le reliquie del santo al concilio di Charroux e alla translatio si erano accompagnati, come di frequente in agiografia, diversi miracoli.  L’opera è intitolata a Costantino abbate di Nouaillé, già un tempo abbate di Micy.  Avendo ottenuto Costantino la guida del monastero di Nouaillé nel 994, e riferendosi Letaldo a quanto narrato nei termini di un avvenimento verificatosi nostris temporibus, è ipotizzabile che l’opera risalga ai primi anni dell’abbaziato di Costantino a Nouaillé.
Le stesse dinamiche compositive che si ritrovano alla base della Vita sancti Iuliani avrebbero condotto alla stesura della Vita e dei Miracula di san Martino di Vertou (BHL 5667, 5668): a Letaldo, venuto a trovarsi sulla tomba del santo, sarebbe stato chiesto prima di comporre una Vita del beato, e poi un recueil di miracoli. All'opera su san Martino si avvicina per molti versi il dossier su sant’Eusizio (BHL 2754, 2756), che Thomas Head ritiene essere un testo di Letaldo.
I Versus de eversione monasterii Glonnensis raccontano dell’assedio dei Bretoni all’abbazia del Mont Glonne, verificatosi nel IX secolo. Thomas Head rivede in questi versi un’opera composta da Letaldo per i monaci di Saint-Florent, che dopo decenni di peregrinazioni, si erano installati a Saumur intorno agli anni ’50 del X secolo. Essi potrebbero dunque essere considerati un pezzo composto da Letaldo per il cenobio di Saumur, cui il monastero di Micy era unito dalla comune direzione dell’abbate Roberto di Blois e dalla rivalità con i conti d’Anjou.
In un quaternione composto da otto folia del manoscritto Bern, Burgeribliothek, AA 90/29 si ritracciano, a conclusione di una sezione dell’Ars grammatica di Prisciano, una Vita Prisciani e un colophon metrico. Il colophon attribuisce a un certo frater Letaldus il lavoro di copiatura dell’opera del magnus Priscianus, realizzato, questo lavoro, su consiglio di un altrettanto non specificato Giraldo; in queste due figure Franck Cinato ha voluto riconoscere Letaldo di Micy e Giraldo di Fleury.
Infine, tra le opere di Letaldo va ricordato un officium per san Giuliano di Le Mans, oggetto di studio da parte di David Hiley.